# Ahnentafel
El sistema Ahnentafel, també conegut com el sistema de numeració de Sosa-Stradonitz, va ser creat pel monjo espanyol Jerónimo de Sosa el 1676 com un mètode de numeració dels avantpassats en una genealogia ascendent.
Aquest mètode va ser revisat el 1898 per Stephan Kekulé von Stradonitz (1863-1933), que el va popularitzar al seu llibre Ahnentafel-Atlas. Ahnentafeln zu 32 Ahnen der Regenten Europas und ihrer Gemahlinnen (Berlín: J. A. Stargardt, 1898-1904), que contenia 79 taules d'ascendència de sobirans europeus i els seus cònjuges.
El sistema li dona el número 1 a l'individu la genealogia del qual s'exposa (el subjecte de la taula) i després el número dos al seu pare, i el número tres a la seva mare. A cada home se li assigna un nombre doble del que porta el seu fill o filla (2n) i a cada dona se li dona un nombre doble del del seu fill o filla, més un (2 n +1). Així, els homes sempre porten nombres parells i les dones imparells.
| Subjecte (grau zero)     | Pares Primer grau        | Avis Segon grau              | Besavis Tercer grau      | Rebesavis Quart grau      | Quarts avis Cinquè grau   |
| ------------------------ | ------------------------ | ---------------------------- | ------------------------ | ------------------------- | ------------------------- |
| efectiu de grau : 1 = 20 | efectiu de grau : 2 = 2¹ | efectiu de grau : 4 = 2²     | efectiu de grau : 8 = 23 | efectiu de grau : 16 = 24 | efectiu de grau : 32 = 2⁵ |
| 1 : subjecte             | 2 : pare de 1            | 4 : avi patern (pare de 2)   | 8 : pare de 4            | 16 : pare de 8            | 32 : pare de 16           |
| 1 : subjecte             | 2 : pare de 1            | 4 : avi patern (pare de 2)   | 8 : pare de 4            | 16 : pare de 8            | 33 : mare de 16           |
| 1 : subjecte             | 2 : pare de 1            | 4 : avi patern (pare de 2)   | 8 : pare de 4            | 17 : mare de 8            | 34 : pare de 17           |
| 1 : subjecte             | 2 : pare de 1            | 4 : avi patern (pare de 2)   | 8 : pare de 4            | 17 : mare de 8            | 35 : mare de 17           |
| 1 : subjecte             | 2 : pare de 1            | 4 : avi patern (pare de 2)   | 9 : mare de 4            | 18 : pare de 9            | 36 : pare de 18           |
| 1 : subjecte             | 2 : pare de 1            | 4 : avi patern (pare de 2)   | 9 : mare de 4            | 18 : pare de 9            | 37 : mare de 18           |
| 1 : subjecte             | 2 : pare de 1            | 4 : avi patern (pare de 2)   | 9 : mare de 4            | 19 : mare de 9            | 38 : pare de 19           |
| 1 : subjecte             | 2 : pare de 1            | 4 : avi patern (pare de 2)   | 9 : mare de 4            | 19 : mare de 9            | 39 : mare de 19           |
| 1 : subjecte             | 2 : pare de 1            | 5 : àvia paterna (mare de 2) | 10 : pare de 5           | 20 : pare de 10           | 40 : pare de 20           |
| 1 : subjecte             | 2 : pare de 1            | 5 : àvia paterna (mare de 2) | 10 : pare de 5           | 20 : pare de 10           | 41 : mare de 20           |
| 1 : subjecte             | 2 : pare de 1            | 5 : àvia paterna (mare de 2) | 10 : pare de 5           | 21 : mare de 10           | 42 : pare de 21           |
| 1 : subjecte             | 2 : pare de 1            | 5 : àvia paterna (mare de 2) | 10 : pare de 5           | 21 : mare de 10           | 43 : mare de 21           |
| 1 : subjecte             | 2 : pare de 1            | 5 : àvia paterna (mare de 2) | 11 : mare de 5           | 22 : pare de 11           | 44 : pare de 22           |
| 1 : subjecte             | 2 : pare de 1            | 5 : àvia paterna (mare de 2) | 11 : mare de 5           | 22 : pare de 11           | 45 : mare de 22           |
| 1 : subjecte             | 2 : pare de 1            | 5 : àvia paterna (mare de 2) | 11 : mare de 5           | 23 : mare de 11           | 46 : pare de 23           |
| 1 : subjecte             | 2 : pare de 1            | 5 : àvia paterna (mare de 2) | 11 : mare de 5           | 23 : mare de 11           | 47 : mare de 23           |
| 1 : subjecte             | 3 : mare de 1            | 6 : avi matern (pare de 3)   | 12 : pare de 6           | 24 : pare de 12           | 48 : pare de 24           |
| 1 : subjecte             | 3 : mare de 1            | 6 : avi matern (pare de 3)   | 12 : pare de 6           | 24 : pare de 12           | 49 : mare de 24           |
| 1 : subjecte             | 3 : mare de 1            | 6 : avi matern (pare de 3)   | 12 : pare de 6           | 25 : mare de 12           | 50 : pare de 25           |
| 1 : subjecte             | 3 : mare de 1            | 6 : avi matern (pare de 3)   | 12 : pare de 6           | 25 : mare de 12           | 51 : mare de 25           |
| 1 : subjecte             | 3 : mare de 1            | 6 : avi matern (pare de 3)   | 13 : mare de 6           | 26 : pare de 13           | 52 : pare de 26           |
| 1 : subjecte             | 3 : mare de 1            | 6 : avi matern (pare de 3)   | 13 : mare de 6           | 26 : pare de 13           | 53 : mare de 26           |
| 1 : subjecte             | 3 : mare de 1            | 6 : avi matern (pare de 3)   | 13 : mare de 6           | 27 : mare de 13           | 54 : pare de 27           |
| 1 : subjecte             | 3 : mare de 1            | 6 : avi matern (pare de 3)   | 13 : mare de 6           | 27 : mare de 13           | 55 : mare de 27           |
| 1 : subjecte             | 3 : mare de 1            | 7 : àvia materna (mare de 3) | 14 : pare de 7           | 28 : pare de 14           | 56 : pare de 28           |
| 1 : subjecte             | 3 : mare de 1            | 7 : àvia materna (mare de 3) | 14 : pare de 7           | 28 : pare de 14           | 57 : mare de 28           |
| 1 : subjecte             | 3 : mare de 1            | 7 : àvia materna (mare de 3) | 14 : pare de 7           | 29 : mare de 14           | 58 : pare de 29           |
| 1 : subjecte             | 3 : mare de 1            | 7 : àvia materna (mare de 3) | 14 : pare de 7           | 29 : mare de 14           | 59 : mare de 29           |
| 1 : subjecte             | 3 : mare de 1            | 7 : àvia materna (mare de 3) | 15 : mare de 7           | 30 : pare de 15           | 60 : pare de 30           |
| 1 : subjecte             | 3 : mare de 1            | 7 : àvia materna (mare de 3) | 15 : mare de 7           | 30 : pare de 15           | 61 : mare de 30           |
| 1 : subjecte             | 3 : mare de 1            | 7 : àvia materna (mare de 3) | 15 : mare de 7           | 31 : mare de 15           | 62 : pare de 31           |
| 1 : subjecte             | 3 : mare de 1            | 7 : àvia materna (mare de 3) | 15 : mare de 7           | 31 : mare de 15           | 63 : mare de 31           |

## Exemple
Com a exemple, la següent genealogia de Jaume I el Conqueridor utilitza el sistema Ahnentafel, i enumera els seus ascendents coneguts fins als seus quadravis.
1. Jaume I el Conqueridor (1208-1276)
2. Pere el Catòlic (1174-1213)
3. Maria de Montpeller (1182-1213)
4. Alfons el Cast (1152-1196)
5. Sança de Castella (v. 1154-1208)
6. Guillem VIII de Montpeller (?-1202)
7. Eudòxia Comnena (v. 1150-v. 1203)
8. Ramon Berenguer IV (v. 1113-1162)
9. Peronella d'Aragó (1135-1174)
10. Alfons VII de Castella (1105-1157)
11. Riquilda de Polònia (v. 1140-1185)
12. Guillem VII de Montpeller (v. 1131-v. 1172)
13. Matilda de Borgonya (1130-?)
14. Isaac Comnè (v. 1113-v. 1154)
15. Irene Synadene
16. Ramon Berenguer III (1082-1131)
17. Dolça de Provença (v. 1095-1127)
18. Ramir II d'Aragó (v. 1075-1147)
19. Agnès de Peitieu (?-1159)
20. Ramon de Borgonya (v. 1050-1107)
21. Urraca I de Castella (v. 1080-1126)
22. Ladislau II de Polònia (1105-1159)
23. Agnès de Babenberg (1111-1157)
24. Guillem VI de Montpeller (?-d. 1161)
25. Sibil·la
26. Hug II de Borgonya (1084-1143)
27. Matilda de Turena (?-1163)
28. Joan II Comnè (1087-1143)
29. Irene d'Hongria (1088-1134)
30. Ramon Berenguer II (1053-1082)
31. Mafalda de Pulla-Calàbria (1060-1108)
32. Gerbert de Gavaldà (1055-d. 1107)
33. Gerberga de Provença (?-v. 1112)
34. Sanç I d'Aragó i Pamplona (1042-1094)
35. Isabel d'Urgell (?-v. 1071)
36. Guillem IX de Poitiers (1071-1126)
37. Felipa de Tolosa (v. 1073-1118)
38. Guillem I de Borgonya (1020-1087)
39. Estefania
40. Alfons VI de Lleó (1040-1109)
41. Constança de Borgonya (1046-1093)
42. Boleslau III de Polònia (1085-1138)
43. Zbyslava de Kíev
44. Leopold III, Margrave d'Àustria (1073-1136)
45. Agnès d'Alemanya (1072-1143)
46. Guillem V de Montpeller (1075-1121)
47. Ermessenda de Melguelh
48. Eudes I de Borgonya (1058-1103)
49. Sibil·la de Borgonya (1065-1101)
50. Bosó I de Turena
51. Gerberga de Terrasson (?-1103)
52. Aleix I Comnè (v. 1048-1118)
53. Irene Ducena (v. 1066-?)
54. Ladislau I d'Hongria (1040-1095)
55. Adelaida de Suàbia